# Bufalotta
Bufalotta è la zona urbanistica 4N del Municipio Roma III di Roma Capitale. Si estende sulle zone Z. III Marcigliana e Z. V Tor San Giovanni.

## Geografia fisica
Si trova nell'area nord del comune, esternamente e a ridosso del Grande Raccordo Anulare.

### Territorio
La zona confina:
- a nord e a est con la zona urbanistica 4O Tor San Giovanni
- a sud-est con la zona urbanistica 5I Sant'Alessandro
- a sud con le zone urbanistiche 4F Casal Boccone e 4E Serpentara
- a ovest con la zona urbanistica 4M Settebagni

## Origine del nome
A rigore il nome Bufalotta spetta ad un terreno di oltre 300 ettari ancora non urbanizzato (è compreso nella Riserva Naturale Marcigliana), corrispondente all'antica tenuta "Ciampiglia dei Del Bufalo" (nel 1200 passò a detta nobile famiglia di Pistoia trasferitasi a Roma, nel cui stemma figura la testa di un bufalo con un anello alle narici e il motto fra le corna), detta in seguito anche Bufalotta.
La strada che da Roma (dopo Ponte Nomentano) conduceva alla tenuta fu quindi denominata "via della Bufalotta". Nell'ambito del contemporaneo sistema di riferimento toponomastico, e in spregio all'opportuno mantenimento delle denominazioni tradizionali, le nuove zone residenziali finiscono per usurpare il nome delle originali destinazioni della viabilità radiale, assumendolo a loro volta dalle strade che fiancheggiano: pertanto, come nella periferia romana occidentale si parla di Boccea a proposito di nuove urbanizzazioni che fiancheggiano la via che portava fino alla vera località Boccea, sulla riva sinistra del fiume Arrone, così oggi il nome Bufalotta è indefinitamente attribuito alle nuove aree che costeggiano la via omonima, mentre è quasi perduta la consapevolezza del luogo a cui in origine spettava tale nome.
Appare quindi infondata l'etimologia che fa riferimento alla presenza lungo la strada di pascoli destinati specialmente a bufale da latte.

## Storia
Ricerche condotte tra il 1980 e il 1986 in una zona della Bufalotta vicino al Grande Raccordo Anulare, hanno consentito il ritrovamento di reperti fossili risalenti a più di 700.000 anni fa.
Gli abitati della zona si sono sviluppati in periodi diversi, ma i primi insediamenti erano fondamentalmente legati alla vita nelle varie "tenute", sfruttate a fini agricoli e/o di pastorizia.

## Urbanistica
Nella zona della Bufalotta sono presenti i toponimi di Cinquina e Cesarina.